# قوه مجریه
قوه مجریه یا دستگاه کارگزاری (به انگلیسی: Executive) یکی از قوای سه‌گانه است که وظیفهٔ ادارهٔ کشور بَر اساس قوانینی را که قوهٔ مقننه مصوب کرده، دارد. رئیس قوهٔ مجریه رئیس‌جمهور، پادشاه یا نخست‌وزیر است. اعضای قوهٔ مجریه وزیران هستند.

## ارکان
قوهٔ مجریه دارای ارکان مختلفی است:
1. وزارتخانه‌ها مانند وزارت کشور (وزارت امور داخلی)، وزارت امور خارجه (وزارت امور خارجی)، وزارت آموزش و پرورش، وزارت ارتباطات و وزارت دفاع و سازمان‌ها و شرکت‌های تابعه.
2. معاونان و مشاوران ریاست‌جمهوری و سازمان‌های تابعه مانند سازمان مدیریت و برنامه‌ریزی، بانک مرکزی، سازمان حفاظت از محیط زیست و سازمان تربیت بدنی.

## ریاست قوه مجریه
ریاست قوهٔ مجریه دارای انواع مختلفی است:
1. رئیس‌جمهور: ریاست قوهٔ مجریه تماماً یا تقریباً بدست رئیس‌جمهور است. مانند آمریکا، فرانسه و ایران.
2. نخست‌وزیر: ریاست قوهٔ مجریه تماماً یا تقریباً بدست نخست‌وزیر است. در برخی کشورها که دارای نظام پارلمانی هستند، ریاست قوهٔ مجریه با نخست‌وزیر می‌باشد که توسط نمایندگان مجلس انتخاب می‌شود. مانند هند و انگلستان. گاه کشورهایی دارای پادشاه مانند سوئد یا رئیس‌جمهور مانند آلمان هستند که مقامی تشریفاتی محسوب می‌شود.
3. رئیس‌جمهور و نخست‌وزیر: رئیس‌جمهور و نخست‌وزیر هر دو دارای قدرت هستند. مانند روسیه، ترکیه و پاکستان.
4. پادشاه: پادشاه ریاست قوهٔ مجریه و امور اجرایی را بر عهده دارد. مانند عربستان سعودی و بحرین.

## وظایف قوه مجریه
اداره، سیاست‌گذاری و نظارت بر امور اقتصادی کشور، آموزش و پژوهش، روابط خارجه، بهداشت و درمان، کشاورزی و صنعت، امنیت و تأمین نیازهای دفاعی و تأمین نیازها و ملزومات سایر قوا مانند قوهٔ مقننه، قوهٔ قضائیه، شورای نگهبان و … بر عهدهٔ قوهٔ مجریه است.